# 乙醛酸还原酶
乙醛酸还原酶（英語：glyoxylate reductase，EC 1.1.1.26（页面存档备份，存于））是一种以NAD+或NADP+为受体、作用于供体CH-OH基团上的氧化还原酶。这种酶能催化以下酶促反应：
乙醇酸 + NAD+ {\displaystyle \rightleftharpoons } 乙醛酸 + NADH + H+
这种酶主要参与乙醛酸和二羧酸的代谢过程。